# 奈恩普尔
奈恩普尔（Nainpur），是印度中央邦Mandla县的一个城镇。总人口21769（2001年）。

## 人口
该地2001年总人口21769人，其中男性11072人，女性10697人；0—6岁人口2598人，其中男1355人，女1243人；识字率74.88%，其中男性为81.33%，女性为68.21%。